# Koughin (Tenkodogo)
Pour les articles homonymes, voir Koughin.
Ne doit pas être confondu avec Goghin.
Koughin est une commune située dans le département de Tenkodogo de la province de Boulgou dans la région du Centre-Est au Burkina Faso.